# Serguéievka (Primórie)
|  | Per a altres significats, vegeu «Serguéievka». |

Serguéievka (en rus: Сергеевка) és un poble del krai de Primórie, a l'Extrem Orient de Rússia, que el 2018 tenia 3.323 habitants. Pertany al districte rural de Partizanski.